# Gobierno de Andersson
El gobierno de Andersson fue el gobierno de Suecia entre el 30 de noviembre de 2021, cuando sucedió al Tercer Gobierno Löfven, y el 18 de octubre de 2022, cuando a su vez fue sucedido por el gobierno de Kristersson. El gobierno estuvo dirigido por la primera ministra Magdalena Andersson, y fue el primer gobierno de Suecia con una mujer como primera ministra. El gobierno era un gobierno en minoría y de partido único formado por los socialdemócratas.

## Apoyo parlamentario
Con base en las explicaciones de voto expresadas por los grupos parlamentarios en la moción de confianza de noviembre de 2021, el apoyo parlamentario al gobierno después de la dimisión de Stefan Löfven y la propuesta del partido Socialdemócrata de que Magdalena Andersson fuera la nueva Primer ministro de Suecia se puede resumir de la siguiente manera:
| Cámara  | Candidato           | Fecha                                                        | Voto |     |    |    |    |    |    |    |    | Votos   |
| ------- | ------------------- | ------------------------------------------------------------ | ---- | --- | -- | -- | -- | -- | -- | -- | -- | ------- |
| Riksdag | Magdalena Andersson | 30 de noviembre de 2021 Mayoría absoluta requerida (175/349) | Sí   | 100 |    |    | 31 | 28 |    |    | 16 | 175/349 |
| Riksdag | Magdalena Andersson | 30 de noviembre de 2021 Mayoría absoluta requerida (175/349) | No   |     | 70 | 62 |    |    | 22 | 20 |    | 174/349 |
| Riksdag | Magdalena Andersson | 30 de noviembre de 2021 Mayoría absoluta requerida (175/349) | Abs. |     |    |    |    |    |    |    |    | 0/349   |

## Composición
| Retrato                                                      | Cargo | Nombre                   | Período                 | Período                | Partido             | Partido             | Ref.  |
| Retrato                                                      | Cargo | Nombre                   | Inicio                  | Fin                    | Partido             | Partido             | Ref.  |
| Comité del Gabinete                                          | Comité del Gabinete | Comité del Gabinete      | Comité del Gabinete     | Comité del Gabinete    | Comité del Gabinete | Comité del Gabinete |       |
| ------------------------------------------------------------ | --- | ------------------------ | ----------------------- | ---------------------- | ------------------- | ------------------- | ----- |
|                                                              | Primer ministro | Magdalena Andersson      | 30 de noviembre de 2021 | 18 de octubre de 2022  |                     | S                   |       |
|                                                              | Vice primer ministro                                                                                                   | Morgan Johansson         | 30 de noviembre de 2021 | 18 de octubre de 2022  |                     | S                   |       |
|                                                              | Ministro de la UE | Hans Dahlgren            | 30 de noviembre de 2021 | 18 de octubre de 2022  |                     | S                   |       |
| Ministerio de Justicia, Interior y Migraciones               | |                          |                         |                        |                     |                     |       |
|                                                              | Ministro de Justicia e Interior Jefe del Ministerio de Justicia, Interior y Deporte                                    | Morgan Johansson         | 30 de noviembre de 2021 | 18 de octubre de 2022  |                     | S                   |       |
|                                                              | Ministro de Integración, Migraciones y Deporte                                                                         | Anders Ygeman            | 30 de noviembre de 2021 | 18 de octubre de 2022  |                     | S                   | [ 2 ] |
| Ministerio de Asuntos Exteriores y Ayuda                     | |                          |                         |                        |                     |                     |       |
|                                                              | Ministro de Relaciones Exteriores Jefa del Ministerio de Asuntos Exteriores y Ayuda                                    | Ann Linde                | 30 de noviembre de 2021 | 18 de octubre de 2022  |                     | S                   |       |
|                                                              | Ministro de Ayuda | Matilda Ernkrans         | 30 de noviembre de 2021 | 18 de octubre de 2022  |                     | S                   |       |
|                                                              | Ministro de Comercio Exterior y ministro responsable de Asuntos Nórdicos                                               | Anna Hallberg            | 30 de noviembre de 2021 | 18 de octubre de 2022  |                     | S                   |       |
| Ministerio de Defensa                                        | |                          |                         |                        |                     |                     |       |
|                                                              | Ministro de Defensa Jefe del Ministerio de Defensa                                                                     | Peter Hultqvist          | 30 de noviembre de 2021 | 18 de octubre de 2022  |                     | S                   |       |
| Ministerio de Asuntos Sociales y Seguridad Social            | |                          |                         |                        |                     |                     |       |
|                                                              | Ministro de Asuntos Sociales Jefa del Ministerio de Asuntos Sociales                                                   | Lena Hallengren          | 30 de noviembre de 2021 | Ministerios Fusionados |                     | S                   |       |
|                                                              | Ministro de Seguridad Social                                                                                           | Ardalan Shekarabi        | 30 de noviembre de 2021 | Ministerios Fusionados |                     | S                   |       |
|                                                              | Ministro de Asuntos Sociales y Seguridad Social Jefe del Ministerio de Asuntos Sociales y Seguridad Social             | Ardalan Shekarabi        | 6 de octubre de 2022    | 18 de octubre de 2022  |                     | S                   |       |
| Ministerio de Finanzas y Asuntos Civiles                     | |                          |                         |                        |                     |                     |       |
|                                                              | Ministro de Finanzas Jefe del Ministerio de Finanzas y Asuntos Civiles                                                 | Mikael Damberg           | 30 de noviembre de 2021 | 18 de octubre de 2022  |                     | S                   |       |
|                                                              | Ministro de Mercados Financieros y Viceministro de Finanzas                                                            | Max Elger                | 30 de noviembre de 2021 | 18 de octubre de 2022  |                     | S                   |       |
|                                                              | Ministro de Asuntos Civiles                                                                                            | Ida Karkiainen           | 30 de noviembre de 2021 | 18 de octubre de 2022  |                     | S                   |       |
| Ministerio de Educación e Investigación                      | |                          |                         |                        |                     |                     |       |
|                                                              | Ministra de educación primaria y Secundaria Jefa del Ministerio de Educación e Investigación                           | Anna Ekström             | 30 de noviembre de 2021 | 18 de octubre de 2022  |                     | S                   |       |
|                                                              | Ministro de Educación Superior e Investigación                                                                         | Lina Axelsson Kihlblom   | 30 de noviembre de 2021 | 18 de octubre de 2022  |                     | S                   |       |
| Ministerio de Medio Ambiente y Clima                         | |                          |                         |                        |                     |                     |       |
|                                                              | Ministro de Medio Ambiente y Clima Jefa del Ministerio de Medio Ambiente y Clima                                       | Annika Strandhäll        | 30 de noviembre de 2021 | 18 de octubre de 2022  |                     | S                   |       |
| Ministerio de Industria y Asuntos Rurales                    | |                          |                         |                        |                     |                     |       |
|                                                              | Ministro de Industria Jefe del Ministerio de Industria y Asuntos Rurales                                               | Karl-Petter Thorwaldsson | 30 de noviembre de 2021 | 18 de octubre de 2022  |                     | S                   |       |
|                                                              | Ministro de Asuntos Rurales                                                                                            | Anna-Caren Sätherberg    | 30 de noviembre de 2021 | 18 de octubre de 2022  |                     | S                   |       |
| Ministerio de Cultura y Democracia                           | |                          |                         |                        |                     |                     |       |
|                                                              | Ministro de Cultura y Democracia Jefa del Ministerio de Cultura y Democracia                                           | Jeanette Gustafsdotter   | 30 de noviembre de 2021 | 18 de octubre de 2022  |                     | S                   |       |
| Ministerio de Mercado Laboral, Vivienda e Igualdad de Género | |                          |                         |                        |                     |                     |       |
|                                                              | Ministro de Mercado Laboral e Igualdad de Género Jefa del Ministerio de Mercado Laboral, Vivienda e Igualdad de Género | Eva Nordmark             | 30 de noviembre de 2021 | 18 de octubre de 2022  |                     | S                   |       |
|                                                              | Ministro de Vivienda y Viceministro de Mercado Laboral                                                                 | Johan Danielsson         | 30 de noviembre de 2021 | 18 de octubre de 2022  |                     | S                   |       |
| Ministerio de Infraestructura, Energía y Digitalización      | |                          |                         |                        |                     |                     |       |
|                                                              | Ministro de Infraestructura Jefe del Ministerio de Infraestructura, Energía y Digitalización                           | Tomas Eneroth            | 30 de noviembre de 2021 | 18 de octubre de 2022  |                     | S                   |       |
|                                                              | Ministro de Energía y Digitalización                                                                                   | Khashayar Farmanbar      | 30 de noviembre de 2021 | 18 de octubre de 2022  |                     | S                   |       |